# Respect (песня)
Respect (англ. «Уважение») — песня в стиле ритм-энд-блюз, написанная в 1965 году Отисом Реддингом и выпущенная в США в качестве сингла. Через два года стала суперхитом в исполнении Ареты Франклин и с тех пор остаётся визитной карточкой «королевы соула».
В исходной версии Реддинга мужчина просит женщину проявлять к нему «уважение», когда он приходит домой с работы (под «уважением» подразумевается сексуальный акт) — и за это обещает закрывать глаза на её недостатки. Арета Франклин переменила слова песни и сместила акценты, превратив её в монолог сильной женщины, требующей уважения к себе. В этой версии велико значение хора и припева, состоящего из проговариваемого побуквенно слова R-E-S-P-E-C-T.
Запись Ареты Франклин, которую спродюсировал Джерри Векслер, удостоилась двух премий «Грэмми» и на протяжении 2 недель возглавляла Billboard Hot 100. Она стала первым международным хитом Франклин, попав в горячую десятку британских чартов. Со временем песня превратилась в своего рода гимн движения за равенство полов и прозвучала в десятках художественных фильмов. Её часто исполняют на феминистических мероприятиях.

## Признание
- Зал славы премии «Грэмми» (1987)
- Включение в Национальный реестр аудиозаписей (2002)
- Список 500 величайших песен всех времён по версии журнала Rolling Stone — № 1.
- «Песни века» по версии RIAA — № 4.

Британский журнал New Musical Express включил данную композицию в свой список «500 величайших песен всех времён», разместив её в нём на 226-й позиции.